# Сорвиголова Кик Бутовски
Сорвиголова Кик Бутовски (англ. Kick Buttowski: Suburban Daredevil) — американский мультипликационный сериал канала Disney. Пилотная серия вышла 13 февраля 2010 года, последняя — 2 декабря 2012 года. Сериал продолжался 2 сезона, за это время вышло 52 выпуска.

## Сюжет
Главный герой мультсериала — мальчик по имени Кларенс Бутовски по прозвищу «Кик». У него есть хобби: он обожает экстрим. Во всех его делах ему помогает его друг, Гюнтер Магнусон. Также ему приходится разбираться со своим старшим братом Брэдом.
Кик — великий борец с обыденностью, который стремится сделать каждое мгновение своей жизни особенным. Твёрдо решив стать самым отчаянным каскадёром в мире, Кик уверенно идёт к своей цели, решительно преодолевая на своём пути все препятствия. В этом ему помогают его незаменимый шлем, верный скейтборд «Синий», санки «Голубая молния» и велосипед «Пила».

## Персонажи

### Главные герои
- Кларенс «Кик» Бутовски (англ. «Clarence "Kick" Buttowski»), «Человек-Опасность» (англ. «Dunger Dude»), «Амиго» (англ. «Amigo») (Уэйд) — главный герой мультсериала. Внук Герберта и Розалин, сын Гарольда и Хани, племянник Салли, брат Брэда и Бри, кузен Кайла, лучший друг Гюнтера и Уэйда. Родился 22.02.2000 года. Кику 13 лет, он весит 23 кг. Главная цель его жизни — стать профессиональным каскадёром. Он довольно мал ростом для своего возраста, но несмотря на это, Кик очень ловок и мастерски выполняет различные трюки, которые придумывает сам же. Он довольно суров, расчётлив, целеустремлён, хладнокровен. На дух не переносит все, что связано с романтикой и испытывает сильный стресс, если не занимается своими  и не получает "экстрима".  Носит белый комбинезон с красными полосами на рукавах, белый шлем с красной полосой вдоль, жёлтые ботинки с молнией и перчатки. Способен развивать огромную скорость на скейтборде или на велосипеде, хотя на стадионе пробежал дистанцию 400 м на 30 секунд медленнее остальных ребят. Любимые фразы: «Потрясно!», «Ай, крышка!», «Ты не нравишься мне, а я тебе», «Чимичанга!» и «Круто!» . А что касается цвета волос, то он неизвестен, так как шлем Кик никогда не снимает (хотя в одной серии Кик был показан с тёмно-коричневой бородой). Его любимый напиток — «Пыхтение Гепарда» — он изготовляется из пота гепарда. Любимый завтрак- хлопья Билли Стампса неоднократно показывались после их покупки в серии "Не без моих хлопьев". У Кика есть скейт «Синий», велосипед «Пила», а также санки «Голубая молния». Кик Бутовски по натуре экстремальный, неравнодушный, часто добрый, интересный и понимающий.
- Гюнтер Магнусон (англ. «Gunther Magnuson»), «Напарник Человека-Опасность» (англ. «Wingman»), «Амиго» (англ. «Amigo») (Уэйд) — сын Магнуса и Хельги, племянник Бьёргена и Кристофера, лучший друг Кика и Уэйда. Всячески помогает другу с трюками, однако сам немного трусоват. Ненавидит, когда его называют девчонкой. Кик способен рисковать ради друга чем угодно. Упитанный собой. Гюнтер носит голубую футболку, синие шорты, и красную кепку. Во время чтения надевает очки. Блондин. Его родители викинги, приехали из Норвегии. Гюнтер иногда проявляет высокую физическую силу, умеет хорошо маскироваться. Любимая фраза «Мне это не нравится». Когда он сильно волнуется, то читает рэп. Родился 21 февраля, но он ростом выше Кика. Очень добрый и весёлый. Они с Киком — друзья — не разлей вода (в буквальном значении).По характеру напоминает Биззи Ужасного из сериала Jimmy Cool.
- Брэдли «Брэд» Бутовски (англ. «Bradley "Brad" Buttowski») — основной злодей сериала. Внук Герберта и Розалин, сын Гарольда и Хани, племянник Салли, брат Кика и Бри, кузен Кайла. Ему около 16 лет (так как он сдавал на права). Любит издеваться над Киком. Помогает взамен только если понимает, что без Кика не выкрутиться, использует его, однако в последних сериях их отношения имеют шансы на улучшение примерно с того момента когда Кик спас Брэда от унижения в порыве неконтролируемой влюблённости к черлидерше Келли. Несколько раз объединялись против Гордона Гибли и дисциплины Кендалл, мисс Чикарелли. Остаётся за старшего, когда родителей нет дома. У Брэда очень плохо с гигиеной — в его комнате ужасно пахнет, так как там валяются грязные трусы, носки и футболки, которые он, наверное, не стирал несколько лет. Ужасно учится. Считает, что пользуется популярностью. Также он считает себя умнее и сильнее Кика, хотя часто ему проигрывает. Слаб и труслив особенно в одиночестве. Часто называет Кика «Дурила», причём, почти никогда не называет брата по имени. Брэд коллекционирует прожёванные черлидерами жвачки, хранит в тайных местах эротические журналы «Дровосеки-Танкини». Обожает одноимённый сериал. Любит подкатывать к девушкам, что очень часто заканчивается провалом. Любимая фраза «Да, Брэд!». Пишет дневник, о местонахождении которого не известно. Есть версия что его характер испортился после поездки с карликом капралом в военную школу для мальчиков. В одной из серий пытался отослать туда Кика из зависти. Его день рождения 14 мая. Имеет своих помощников-головорезов, которые скитаются везде за ним вне его дома - Гораций и Пэнтси .
- Уэйд Коулсонс (англ. «Wade Coulsons») — продавец магазина «Еда и ремонт», лучший друг Кика и Гюнтера. Носит шапку, закрывающую его глаза, называет Кика и Гюнтера "Амигос". У Уэйда есть сокс, который он любит и бережёт. Уэйд - несмотря на вредные привычки в серии "Сосед Уэйд" и рассеяность, отличный друг и товарищ, который может поддержать в трудной ситуации. Нашёл себе дополнительный заработок в рекламе у Буяна "Тормоз Зет" и жильё.

### Родственники Кика
- Герберт «Дедушка» Бутовски (англ. «Herbert "Grandpa" Buttowski») — бывший муж Розалин, отец Гарольда, дедушка Брэда, Кика и Бри. В молодости часто занимался трюками, работал курьером и развозил письма, посылки, и газеты. Участвовал во Второй Мировой войне. Ему 72 года.
- Розалин «Бабушка Рози» Бутовски (англ. «Rosalyn "Grandma Rosie" Buttowski») — бывшая жена Герберта, мать Гарольда, бабушка Брэда, Кика и Бри. Мастер розыгрышей: если её разыграть, то она отыграется. Много общего имеет с Киком: например, они оба обожают передачу «Хищные птицы». 70 лет.
- Гарольд «Гарри» Бутовски (англ. «Harold "Harry" Buttowski») — сын Герберта и Розалин, муж Хани, деверь Салли, папа Брэда, Кика и Бри, дядя Кайла. Обычно весёлый и спокойный, но в то же время предельно осторожный. Чересчур экономный. Испытывает любовь к своей голубой старомодной машине (1974 AMC Pacer Wagen), называя её Моник. Любит бумажную работу со счетами и письмами,не упуская шанс съесть во время работы всё сладкое. Является королём Пинг-Понга (пока его не обыграл Кик). 43 года.
- Хани «Хани Всплеск» Бутовски (англ. «Honey "Honey Splash" Buttowski») — жена Гарольда, сестра Салли, мама Брэда, Кика и Бри, тётя Кайла. Очень заботлива и, как мать, волнуется за Кика по поводу его опасных хобби; иногда помогает Кику в его трюках. У неё рыжие пышные волосы. Привязана к своей машине и ласково называет её Антонио (Ford Granada 1972). В серии «Клёвые гены» выясняется, что она когда-то была известной чемпионкой в гонках на скоростных катерах под псевдонимом «Хани Всплеск». В той же серии показывается, что Хани подарила первый комбинезон Кику, чтобы подбодрить сына в его начинаниях сорвиголовы. 41 год. Всегда надеется на Кика.
- Салли (англ. «Sally») — сестра Хани, мама Кайла, тётя Брэда, Кика и Бри. Много раз выходила замуж, вероятно, из-за необычного характера Кайла. Рыжеволосая в зеленой блузке без рукавов, фиолетовых брюках, розовых теннисных туфлях и белом поясе. Еще она любит носить мексиканское сомбреро. Похоже, что она, как и все остальные, тоже находит Кайла раздражающим, потому что рада высадить его у дома Кика.
- Брианна «Бри» Бутовски (англ. «Brianna "Brie" Buttowski») — внучка Герберта и Розалин, дочь Гарольда и Хани, племянница Салли, сестра Брэда и Кика, кузина Кайла. Ей 9 лет. Кик думает, что она ни чуть не лучше Брэда, хоть и порой ему помогает. Очень часто участвует в конкурсах красоты, особенно в конкурсе «Манерные крошки». Избалованна и очень хитра. Поскольку Брианна самая младшая, то получает желаемое с помощью фразы «Я хочу!» и очень громкого крика (подобным методом действует Милли Бартонбергер из Кид vs. Кэт). Любит раздражать Кика, но в отличие от Брэда уважает его и даже ведёт себя, как он. Является поклонницей Тины Иногда, иногда одеваясь так же, как она. Любит единорогов и пони. Имеет соперницу — Пенелопу Паттерсон в конкурсах красоты. Из-за своей вспыльчивости вступила в него со 2 раза и с помощью Кика. По своему характеру родилась в конце июля-августе 2004 года. По году Обезьяна, знак зодиака Лев.
- Кайл (англ. «Kyle») — сын Салли, . Имеет своеобразный характер и манеру общения, из-за чего многих раздражает. Сильно привязывается к Кику и тем самым создаёт ему неудобства. Он психически не здоров (причём ещё и болен чревовещанием). Хоть и обожает и уважает Кика, он так сильно привязывается к тому, что Кик когда-нибудь сможет свихнуться. Почти все в Мэллоубруке его враги, потому что он их раздражает. Без умолку болтает, причём в разговоре часто меняет темы. В английском варианте озвучен тем же человеком, что и озвучивал Губку Боба.
- Стив (англ. «Steve») — единственное животное в семье Бутовских, домашняя рыбка Кика, с которой он любит советоваться или просто разговаривать.
- Джеззи  (англ. «Jazzy») — собака-спасатель, недолго была на попечении Кика, спасавшая его от Брэда и Оскара, но так же и от трюков. Передана им старушке, вечно попадающей в опасные ситуации

### Родственники Гюнтера
- Магнус Магнусон (англ. «Magnus Magnuson») — муж Хельги, папа Гюнтера. Владеет местным рестораном «Боевые закуски». Наиболее часто появляется в сериале из семьи после Гюнтера. Один из тех кто любит трюки Кика. Суров и вспыльчив, лучший друг Гарольда Буттовски. Познакомились на дискотеке 1980гг.
- Хельга Магнусон (англ. Helga Magnuson) — жена Магнуса, мама Гюнтера. Хельга — блондинка, носит косички. Обычно в красном платье. Хельга — одна из нейтральных, но заметных персонажей. Мягкая, рассердилась на мужа после того как он устроил наказание для Гюнтера с испытаниями.
- Бьёрген Магнусон (англ. «Bjergen Magnuson») — брат Магнуса, дядя Гюнтера, тоже работающий официантом в ресторане «Боевые закуски».
- Кристофер (англ. «Christopher») — брат Магнуса, дядя Гюнтера. Был с позором изгнан из семьи из-за провала его ритуала Флеппворгенйост. Работает резчиком рыбы в ресторане «Боевые закуски».
- Клаус (англ. «Claus») — олень Гюнтера. Впервые появляется в серии «Новый год с Кайлом», где на нём мускулистый Гюнтер с голым торсом подбирает измождённого от холода и ветра Кика.

### Кумиры Кика
- Уильям «Билли Стампс» (англ. «William "Billy Stumps"») — всемирно известный экстремальный каскадёр. Кик является его ярым фанатом и готов пойти на что угодно ради встречи с ним или получения связанных с ним предметов (у Кика есть книга с его автографом, которой он дорожит). Из-за катастрофы у него отсутствует рука. Хотя в серии «Продано!», когда Кик и Джеки смотрели «ДестрактоКон 87», Билли Стампс с двумя руками. Чаще всего появляется на плакате в комнате Кика или связанной с ним продукции. Ему 50 лет.
- Уильям «Билл» Гринн (англ. «William "Bill" Greenn») — скейтбордист, на скейтборде у него написано Mr.Greenn. Ему 37 лет.
- Родни «Рок» Калахан  (англ. «Rodney "Rock" Callahan») — киноактёр и кинокаскадёр. Кик — его фанат (имеет часы, на которых изображён Рок Калахан, которые позже сломала Брианна). 41 год. Снялся в фильмах «Октокоп»,«Зомби мотокросс» и «Персей в Питтсбурге». Его коронная фраза: «Рок-н-ролл!!!». Дорожит своими тёмными очками. Он афроамериканец. Прототипом послужил Дуэйн «Скала» Джонсон (англ. «Dwayne "Rock" Johnson»)
- Джок Уайлдер (англ. «Jock Wilder») — дикарь, живёт в лагере в джунглях. Часто работает ведущим в передачах про джунгли. Джок рос с волками и он сильный и грозный. Джоку — 47 лет.
- Майкл «Майк-Грязный-Байк» (англ. «Michael "Mike the-Dirty Bike"») — экстремальный мотокаскадер. Способен преодолевать на своём байке тонкие, как ножи, дорожки, ездить по демокроссу, преодолевать мёртвые петли (за исключением Мёртвой Петли Ускорения). Носит перчатки с надписью «Отчаянный парень». Он на людях никогда не показывает своё лицо, скрывая его за крутым крытым шлемом. Носит раскрашенный в холодные цвета костюм. 38 лет.
- Дэвид «Мертвец Дейв» (англ. «David "Dead Man Dave"») — легенда скейтбординга, как говорит Кик. Все считают, что он погиб во время трюка, но о том, что он живой, знают только Кик и Гюнтер. Живёт в заброшенном парке развлечений. 42 года. Его показывали только в двух сериях из всего мультсериала. Общая поговорка Дэйва и Кика — «Сделай всё, а потом ещё!!!»
- Бум МакКондор (англ. «Boom McCondor») — худой высокий блондин. Носит джинсы, чёрную олимпийку и белые сапоги. Любимая фраза: «Кар-кар!» С помощью горных орлов способен летать. Каскадёр. В одной из серий Кик соревновался с Бредом за право сделать трюк вместе с Бумом на Гавайях. 39 лет.

### Одноклассники Кика
- Кендалл Перкинс (англ. «Kendall Perkins») — староста класса, в котором учатся Кик и Гюнтер. Как и старший брат Кика, постоянно хочет навредить ему и его трюкам, хотя на самом деле она влюблена в него. Встречается с Рональдо. На первый взгляд, Кендалл — властная, упрямая и злая, однако в глубине души она добрая и отзывчивая девушка. Её день рождения 8 марта. В одной серии доказательством её чувств к Кику является надпись на шкафчике «Я люблю К. Б.», в другой — желание поцеловать его на школьном спектакле Ромео и Джульетта, а в серии «Большой Рот» — заказала Роту раздобыть ей фотографии Кика. Точно не известно, отвечает ли Кик ей взаимностью, но в мультсериале присутствовали намёки на их возможные отношения например когда их руки были склеены пещерным соком, освободившись в гараже Рональдо, они краснеют. Кендалл влюблена в Кика уже давно,  показывает "Кассовый Биц" где ему пришлось поцеловать её в кино и с тех пор Кендалл не упускает момента повторить. Предположительно, в сцене "Ромео и Джульетта" она построила план для поцелуя Кларенса.
- Рональдо «Тёмный Субъект» (англ. «Ronaldo "The Dark One"») — ужасно умный одноклассник Кика, увлекается науками: физикой и химией. Влюблён в Кендалл, ненавидит Кика, но, в отличие от Кендалл, по-настоящему.Второй злодей. 14 лет.
- Кристофер «Рот» Гонсалес (англ. «Christopher "Mouth" Gonzales») — одноклассник Кика и младший брат Пэнтси. Рот может достать что угодно. Роту 12 лет. Его папа работает главным охранником в Меллоубрук Молл, поэтому его семья достаточно обеспечена. Рот — блондин. Хитрый и ехидный, если помогает кому-то, то только ради своих интересов.
- Джеки «Чокнутая Джеки» Вакерман (англ. «Jackie "Wacky Jackie" Wakerman») — безумная одноклассница Кика. Она также является его фанаткой, причём иногда она бывает даже слишком фанатична. Это часто мешает Кику. Собирает личные вещи Кика, печёт кексы с изображением Кика, носит белую футболку с фотографией Кика, хранит молочные зубы и брекеты своего кумира. В одной из серий влюбила в себя Гюнтера, из-за чего тот покорил Вдовий Пик. 14 лет. Родом из Германии. Желает выйти замуж за Кика. Страдает от одиночества. В отличие от Кайла она полезнее, иногда избавляет от Брэда Буттовски.
- «Эмо Кид» Ремингтон (англ. «"Emo Kid" Remington») - одноклассник Кика, сын Роуди Ремингтона. Всегда в грустном и подавленном настроении. На происходящее реагирует пессимистичными фразами о бесполезности жизни. Носит лиловые волосы, закрывающие правую половину лица. В серии «Битва за гараж» улыбнулся.

### Соседи Кика
- Роберт «Боби» Викл (англ. «Robert "Boby" Wickle») — сосед семьи Бутовски. Добрый и милый холостяк с женственной личностью. Второй взрослый, которого не раздражают трюки Кика и он не строгий. Служил во флоте. Любит растения и животных. Боби 43 года.
- Шарлотта Чикарелли (англ. «Charlotte Cicarelli») — соседка семьи Бутовски. Стервозная, вредная престарелая госпожа до мозга костей, сплетница. В прошлом была учителем дисциплины в школе Кика. У неё имеется маленький пёсик по имени Оскар. По характеру похожа на Миссис Мансон из Кид vs. Кэт.
- Оскар Чикарелли (англ. «Oscar Cicarelli») — пёс Шарлотты Чикарелли, удивительно похожий на свою хозяйку: такой же злой и стервозный. Поведение Оскара и поведение Кика идентичны, что проявляется в серии «Пропала собака!».

### Остальные персонажи
- Гораций МакДональд (англ. «Horace MсDonald») — лучший друг Брэда. Словом, Гораций, Пэнтси и Брэд дружат с пелёнок. Имеет зелёные волосы, закрывающие глаза. 16 лет.
- Пэнтси Гонзалес (англ. «Pantsy Gonzales») — лучший друг Брэда и старший брат Рота. Словом, Гораций, Пэнтси и Брэд дружат с пелёнок. Работает в кинотеатре. Носит 3D-очки. 16 лет.
- Лоренс «Ларри» Уайлдер (англ. «Lawrence "Larry" Wilder») — брат Джока. Ларри рос с чихуахуа, поэтому он щуплый, худой, немускулистый, хлипкий и трусливый, но Кик всё-таки укрепил его дух. 44 года.
- Гордон «Горди» Гибл (англ. «Gordon Gible») — парень из Западного Меллоубрука, ещё один антагонист сериала, очень злой, ненавидит Кика не меньше чем его брат Брэд, с тех пор, как Горди исключили из школы. Из богатой семьи.  Любимая фраза: «Гибл-Перегибл!». 15 лет. Третий злодей. Увлечение-гонки. Красиво одевается, любит косметику, музыку 1980гг.("Кодекс головорезов"), ходит с двумя громилами которые почти бездарны и производят в основном устрашение габаритами.
- Скарлет Розетти (англ. «Scarlet Rosetti») — девочка-каскадёр, периодический дублёр Тины. Своими трюками пленила сердце Кика. Кик помог ей открыть себя. Когда она ушла из шоу, Кик занял её место. Именно благодаря этому её сделали антагонистом шоу «Тина Иногда». 15 лет.
- Миссис Фитцпатрик (англ. «Mrs. Fitzpatrick») — учительница Кика в школе Меллоубрука. Её любимая фраза «Угуу…». Надпись «Хмм…» является номерным знаком её автомобиля. 51 год.
- Пенелопа Патерсон (англ. «Penelope Paterson») — соперница Брианы. у неё чёрные волосы и зелёные глаза. Умеет ездить на одноколёсном велосипеде и читать одновременно отрывки произведений Шекспира. Исключена из клуба «Манерные крошки», сразу после того, как Бриану туда зачислили. 7-10 лет.
- Луиджи Вендетта (англ. «Luigi Vendetta») — итальянский мальчик и самый младший из семи итальянских братьев. Умеет петь мужским голосом. В серии «Луиджи Вендетта» извёл Брэда песней «Старший не должен младшего терзать», чтобы он не издевался над Киком. 13 лет. Похож на Гидеона из «Гравити Фолз». Появляется на заднем плане в представлениях Кика Буттовски.
- Бумажный Питерсон (англ. «Peppery Peterson») — странный часто копается в помойке. Грустный и жалкий. Боится порезаться о бумагу.До событий мультсериала был рестлером, известным как «Забойщик Петерсон» и владел своим клубом рестлеров, после чего был выгнан своим старшим братом Санчесом. Кик с Гюнтером помогли его вернуть. Но по неизвестным причинам остаётся бомжом.
- Санчес Питерсон (англ. «Sanchos Peterson») — старший брат Бумажного Петерсона. Качок. Патриотичный, классический бразилец. Черноволосый. Любит острую пищу. Занимается боевыми искусствами.
- Библиотекарша (англ. «Librarian») вспыльчива, невыносима. Из её библиотеки невозможно вернуть, что однажды там оставил. Выглядит, как милая бабушка, заплетает две косички. Носит длинную зелёную юбку с чёрными пуговицами, кофту песчаного цвета и очки на верёвочке. 59 лет.

## Приём
Пилотный эпизод «Прыжок мертвеца / Вызов» посмотрели 842 000 зрителей, что стало второй премьерой сериала с самым высоким рейтингом в истории Disney XD. Второй эпизод «Если бы книги могли убивать / Там будут начос» посмотрели 972 000 зрителей.